# Платонов, Валерий Михайлович
Валерий Михайлович Платонов (25 ноября 1947, Верхний Уфалей, Челябинская область — 11 апреля 2015, Челябинск) — советский и российский машиностроитель и организатор производства, генеральный директор ООО «Челябинский тракторный завод — Уралтрак» (1998—2011), заслуженный машиностроитель Российской Федерации (2007)

## Биография
Родился 25 ноября 1947 года в городе Верхнем Уфалее Челябинской области в семье служащих.
С 1969 года — штамповщик, наладчик, мастер, инженер-конструктор на Челябинском тракторном заводе.
Работал в комсомольских и партийных органах, в том числе секретарём Тракторозаводского райкома.
В 1971 году окончил Челябинский политехнический институт по специальности «Автомобили и тракторы» без отрыва от производства.
В 1974—1984 годах занимался партийной работой.
1979 году окончил аспирантуру высшей школы профдвижения имени Н. М. Шверника, получив звание кандидат экономических наук.
В 1984 году — начальник планово-экономического управления производственного объединения «ЧТЗ имени В. И. Ленина».
В 1990 году назначен директором по экономике, а затем первым заместителем генерального директора акционерного общества «УРАЛТРАК».
С 1996 по 1998 год — директор межрегиональной сети Челябинского филиала Автобанка.
В 1998 году назначен конкурсным управляющим ОАО «ЧТЗ».
В 2005 году защитил докторскую диссертацию.
Генеральный директор ООО «ЧТЗ-УРАЛТРАК».
Депутат Законодательного Собрания Челябинской области четвёртого созыва. Выдвинут избирательным объединением "Челябинское региональное отделение Всероссийской политической партии «Единая Россия».
Работал в комитете Законодательного Собрания по промышленной политике, топливно-энергетическому комплексу, транспорту и связи, а также занимал пост председателя комитета по промышленному развитию Торгово-промышленной палаты Российской Федерации.
Умер 11 апреля 2015 года в Челябинске.

## Награды
Заслуженный машиностроитель Российской Федерации (2007)
Золотая медаль «За миротворческую и благотворительную деятельность» — награда Международного общественного фонда «Российский фонд мира»
Почётный академик Международной академии качества и маркетинга.
Лауреат премии имени Петра Великого.